# Новогрудська мечеть
Новогрудська мечеть (біл. Навагрудская мячэць) — мечеть в місті Новогрудок, розташована на вулиці Леніна, 28. Побудована в 1855. Після Другої світової війни закрита, відновила діяльність тільки в 1997 році. Пам'ятка архітектури. Включена до Державного списку історико-культурних цінностей Республіки Білорусь.

## Історія
Відома з XVI століття. У 1792 році новогрудські татари отримали від Станіслава-Августа Понятовського привілей на будівництво мечеті, яку й звели у 1796 році.
У 1853 році відставний майор Олександр Асанович і хатиб мечеті А. Богданович звернулися до влади з проханням про будівництво нової мечеті в Новогрудку. У 1855 році завдяки майору у відставці Олександру Асановичу була відкрита мечеть, при якій до 1939 року функціонувала також релігійна школа — мектеб.
22 вересня 1929 року мечеть у Новогрудку відвідав президент Польщі Ігнацій Мосцицький. У 1934—1935 роках будівлю мечеті було відремонтовано. Дах покрили оцинкованою бляхою, а також повністю була замінена обшивка стін. У 1948 році мечеть була закрита і перебудована під житло.
Лише в 1994 році культова споруда була віддана віруючим. Тоді почалася перебудова будівлі. 11 липня 1997 року мечеть відновила свою діяльність. Відкриття було приурочено до 600-річчя поселення татар на території Білорусі.

## Архітектура
Мечеть являє собою будівлю квадратної форми з міхрабом, який накритий шатровим дахом. У центрі міхраба знаходиться мінарет в традиціях мусульманського зодчества, який увінчується куполом. Такі мінарети були характерні для мечетей Малої Азії та Ірану XVI—XVII століть.
Інтер'єр мечеті розділений на чоловічу і жіночу половини з окремими входами. У чоловічій частині розташовані міхраб з мінбаром. До мінбару вели східці з поручнями. Стіни всередині мечеті обшиті. Вікна і двері оброблені лиштвами, пофарбованими в білий колір.